# Futbolniy Klub Baltika

Escudo anterior do Baltika

FC Baltika Kaliningrado (em russo:  ФК Балтика Калининград) é um clube de futebol russo, sediado no enclave de Kaliningrado. Atualmente disputa a Primeira Divisão Russa, equivalente ao segundo escalão do futebol no país.

## Títulos
- Liga Nacional: 1995, 2024-25

## História
Fundado em 22 de dezembro de 1954, o Baltika ganhou seu atual nome em 1958. Antes, se chamava Pishchevik Kaliningrad. 
Após anos militando nas divisões inferiores do Campeonato Soviético de Futebol, a equipe fez sua melhor campanha em 1992, 1995 e 2005, quando venceu a Terceira Divisão. Desde este último ano, o Baltika disputou o segundo escalão do futebol russo.
Na temporada 2022-23, o clube conseguiu o acesso para a Premier League Russa, competição que não jogava desde dos anos 90.
Na temporada 2023-24, o clube acabou sendo rebaixado novamente para o segundo escalão do futebol da Rússia. Todavia, o clube chegou na final da Copa da Rússia, e acabou perdendo a final para o Zenit pelo placar de 2x1.

## Estádio
A equipe do Baltika Kaliningrado manda suas partidas no Baltika Stadium, que possui capacidade para abrigar 14.660 espectadores.

## Uniforme
- Uniforme titular: camisa azul com detalhes brancos, calção azul e meias azuis.
- Uniforme reserva: camisa branca com detalhes azuis, calção branco e meias brancas.

## Plantel
Atualizado em 22 de fevereiro de 2018.
Nota: Bandeiras indicam equipe nacional, conforme definido pelas regras de elegibilidade da FIFA. Os jogadores podem ter mais de uma nacionalidade não-FIFA.
| N.º |                 | Posição | Jogador             |
| --- | --------------- | ------- | ------------------- |
| 1   | Rússia          | G       | Ilya Lantratov      |
| 2   | Rússia          | M       | Aleksandr Sheshukov |
| 3   | Tajiquistão     | D       | Iskandar Dzhalilov  |
| 4   | Rússia          | D       | Nikita Chizh        |
| 6   | Rússia          | M       | Danil Spodarets     |
| 7   | Ucrânia         | A       | Oleksandr Kasyan    |
| 8   | Rússia          | M       | Artemi Maleyev      |
| 9   | Rússia          | M       | Maksim Grigoryev    |
| 10  | Rússia          | M       | Alisher Dzhalilov   |
| 11  | Rússia          | D       | Valeriy Pochivalin  |
| 13  | Rússia          | D       | Daniil Shabalin     |
| 14  | Rússia          | A       | Kirill Pogrebnyak   |
| 15  | Rússia          | D       | Arseniy Logashov    |
| 17  | Rússia          | D       | Mikhail Rybalko     |
| 18  | Rússia          | M       | Dmitriy Torbinskiy  |
| 19  | Costa do Marfim | A       | Senin Sebai         |
| 20  | Rússia          | M       | Pavel Golyshev      |
| 22  | Rússia          | A       | Anton Kobyalko      |

| N.º |        | Posição | Jogador                                                    |
| --- | ------ | ------- | ---------------------------------------------------------- |
| 23  | Rússia | D       | Vladislav Kryuchkov                                        |
| 28  | Rússia | D       | Ruslan Magal                                               |
| 31  | Rússia | D       | Vitaliy Shakhov                                            |
| 32  | Rússia | G       | Yevgeniy Pomazan                                           |
| 33  | Rússia | A       | Denis Shevchuk                                             |
| 40  | Rússia | D       | Nikita Timoshin                                            |
| 44  | Rússia | D       | Maksim Tishkin                                             |
| 53  | Rússia | G       | Artyom Smirnov                                             |
| 71  | Rússia | M       | Dmitriy Zakharov                                           |
| 75  | Rússia | G       | Nikolay Prisyazhnenko                                      |
| 88  | Rússia | M       | Yaroslav Frolov                                            |
| 89  | Rússia | D       | Vladislav Lazarev                                          |
| 91  | Rússia | M       | Viktor Svezhov player\|no=95\|nat=BRA\|pos=MF\|name=Iago}} |
| 98  | Rússia | M       | Aleksei Volkov                                             |
| 99  | Rússia | M       | Oleg Dmitriyev                                             |